# Bert Trap
Hubertus Jacobus (Bert) Trap (Leiden, 18 november 1939) is een Nederlands politicus van de PvdA.
Hij begon zijn loopbaan in zijn geboorteplaats Leiden waar hij van 1957 tot 1961 bij de gemeente werkzaam was op de afdeling onderwijs. Trap was vanaf 1971 acht jaar de gemeentesecretaris van Stolwijk en in september 1979 volgde zijn benoeming tot burgemeester van Heerjansdam. Ruim 20 jaar later ging Trap daar op 1 januari 2000 vervroegd met pensioen. Omdat toen al waarschijnlijk was dat deze toen kleinste gemeente van Zuid-Holland te maken zou krijgen met een gemeentelijke herindeling werd hij opgevolgd door een waarnemend burgemeester: John de Prieëlle.
H.J. Trap heeft een grote belangstelling voor de Pilgrim Fathers die van 1609 tot 1620 in Leiden woonden. Hij heeft hierover enkele artikelen en boeken geschreven waaronder de in 1994 verschenen roman "En zij werden tot een groot volk" (ISBN 90-242-2067-X).
Tot april 2007 was Trap de voorzitter van de Nederlandse Genealogische Vereniging (NGV).
- International Standard Name Identifier: 0000 0003 6889 9748
- Nederlandse Thesaurus van Auteursnamen: 124929915
- Virtual International Authority File: 282898361
- WorldCat: E39PBJdM9mVhMMWWyRTqcCcVmd